# TREML1
TREML1‏ (Triggering receptor expressed on myeloid cells like 1) هوَ بروتين يُشَفر بواسطة جين TREML1 في الإنسان.